# Oteil Burbridge
Oteil Burbridge é um multi-instrumentista americano, cujo instrumento notável é o baixo e seu estilo marcante é o jazz e música clássica, desde tenra idade. Ele alcançou fama principalmente no baixo durante o ressurgimento da Allman Brothers Band de 1997 a 2014, e como membro fundador da banda Dead & Company. Burbridge também foi membro fundador da The Aquarium Rescue Unit, e trabalhou com outros músicos, incluindo Bruce Hampton, Trey Anastasio, Page McConnell, Bill Kreutzmann e The Derek Trucks Band, com quem seu irmão Kofi Burbridge era tecladista e flautista.

## Carreira musical

### Primeiros esforços
Burbridge nasceu e foi criado em Washington, D.C., em uma família afro-americana com alguma herança egípcia. Seu nome, Oteil, significa "explorador" ou "andarilho". Quando ele e o irmão mais velho Kofi mostraram talento para a música, a mãe deles os incentivou com cursos de jazz e clássicos na esperança de alimentar suas inclinações musicais e mantê-los longe de problemas. Kofi lembra da primeira bateria de Oteil: uma caixa de aveia Quaker, quando ele tinha apenas três ou quatro anos de idade. Ambos os irmãos foram apresentados a uma ampla variedade de instrumentos e tornaram-se multi-instrumentistas, sendo ambos ensinados a tocar piano. Oteil ganhou proficiência no clarinete baixo, violino e trompete; no entanto, o baixo e a bateria se tornaram seus instrumentos de escolha (enquanto Kofi desenvolveu um amor pela flauta e pelo teclado). Burbridge também se interessou pelo teatro e tornou-se co-apresentador de um programa de televisão infantil local chamado "Stuff". Ele estava matriculado na Sidwell Friends School, uma escola particular de elite bem conhecida que oferece uma qualidade de ensino mais alta do que a problemática escola pública de Washington D.C. e expõe Burbridge aos gostos e estilos de um corpo discente diversificado. Ele se formou na Sidwell Friends em 1982.
Oteil se apresentou regularmente em uma variedade de bandas de D.C. quando adolescente, ganhando experiência tocando R&B, rock, música brasileira e jazz, entre outros estilos. Ele se mudou para Virginia Beach e trabalhou principalmente em bandas cover de lá, e posteriormente se tornou parte da cena musical de Atlanta, onde tocou com diferentes músicos e também se tornou fluente em outros gêneros musicais.

### Aquarium Rescue Unit
Como um dos membros originais da banda de vanguarda de Bruce Hampton, a Aquarium Rescue Unit, Burbridge foi apresentada aos membros da jam band no sudeste dos Estados Unidos. Isso incluiu membros de Phish, Phil Lesh and Friends e Blues Traveler, que tocando livremente nas bandas um do outro. Quando Hampton saiu da Aquarium Rescue Unit, ela foi terminando lentamente; no entanto, Burbridge havia desenvolvido uma reputação no baixo, de quatro, cinco e eventualmente de seis cordas, apreciando os aspectos menos comerciais de tocar com músicos da região de Atlanta. Durante seus primeiros anos, a banda foi composta por Bruce Hampton, Oteil Burbridge, Jimmy Herring, Jeff Sipe, Matt Mundy e Count M'Butu. Embora a banda nunca tenha tido sucesso comercial, sua combinação única de bluegrass, rock, música latina, blues, jazz e funk levou a se tornar uma influência em outras bandas e serviu como uma espécie de modelo para seus próprios empreendimentos musicais futuros.